# Libéma Open 2022 - Qualificazioni singolare femminile
Le qualificazioni del singolare del Libéma Open 2022 sono state un torneo di tennis preliminare per accedere alla fase finale della manifestazione. Le vincitrici dell'ultimo turno sono entrate di diritto nel tabellone principale. In caso di ritiro di una o più giocatrici aventi diritto a queste sono subentrate le lucky loser, ossia le giocatrici che hanno perso nell'ultimo turno ma che avevano una classifica più alta rispetto alle altre partecipanti che avevano comunque perso nel turno finale.

## Teste di serie
1. Lesley Pattinama Kerkhove (primo turno)
2. Mariam Bolkvadze (primo turno)
3. Olivia Gadecki (qualificata)
4. Alycia Parks (primo turno)
5. Anastasija Tichonova (qualificata)
6. Lizette Cabrera (primo turno)

1. Lucrezia Stefanini (primo turno)
2. Valentini Grammatikopoulou (ultimo turno)
3. Linda Fruhvirtová (ultimo turno)
4. Anastasia Kulikova (primo turno)
5. Jessika Ponchet (ultimo turno)
6. Jamie Loeb (qualificata)

## Qualificate
1. Taylah Preston
2. Jamie Loeb
3. Olivia Gadecki

1. Storm Sanders
2. Anastasija Tichonova
3. Caty McNally

## Tabellone

### Legenda
| - Q = Qualificato - WC = Wild card - LL = Lucky loser | - ALT = Alternate - SE = Special Exempt - PR = Protected Ranking | - w/o = Walkover - r = Ritirato - d = Squalificato |

### Sezione 1
|  | Primo turno | Primo turno               | Primo turno | Primo turno | Primo turno |  |  | Ultimo turno | Ultimo turno   | Ultimo turno   | Ultimo turno   | Ultimo turno |  |
|  |             |                           |             |             |             |  |  |              |                |                |                |              |  |
|  | 1           | Lesley Pattinama Kerkhove | 5           | 7           | 5           |  |  |              |                |                |                |              |  |
|  |             | Raluca Șerban             | 7           | 5           | 7           |  |  |              | Raluca Șerban  | Raluca Șerban  | Raluca Șerban  |              |  |
|  | WC          | Taylah Preston            | 6           | 4           | 6           |  |  | WC           | Taylah Preston | Taylah Preston | Taylah Preston | w/o          |  |
|  | 7           | Lucrezia Stefanini        | 2           | 6           | 4           |  |  |              |                |                |                |              |  |

### Sezione 2
|  | Primo turno | Primo turno       | Primo turno       | Primo turno | Primo turno |  |  | Ultimo turno | Ultimo turno    | Ultimo turno | Ultimo turno | Ultimo turno |  |
|  |             |                   |                   |             |             |  |  |              |                 |              |              |              |  |
|  | 2           | Mariam Bolkvadze  | Mariam Bolkvadze  | 3           | 63          |  |  |              |                 |              |              |              |  |
|  |             | Susan Bandecchi   | Susan Bandecchi   | 6           | 7           |  |  |              | Susan Bandecchi | 3            | 6            | 4            |  |
|  |             | Isabella Šinikova | Isabella Šinikova | 2           | 0           |  |  | 12           | Jamie Loeb      | 6            | 4            | 6            |  |
|  | 12          | Jamie Loeb        | Jamie Loeb        | 6           | 6           |  |  |              |                 |              |              |              |  |

### Sezione 3
|  | Primo turno | Primo turno       | Primo turno       | Primo turno | Primo turno |  |  | Ultimo turno | Ultimo turno      | Ultimo turno | Ultimo turno | Ultimo turno |  |
|  |             |                   |                   |             |             |  |  |              |                   |              |              |              |  |
|  | 3           | Olivia Gadecki    | Olivia Gadecki    | 6           | 6           |  |  |              |                   |              |              |              |  |
|  |             | Richèl Hogenkamp  | Richèl Hogenkamp  | 3           | 4           |  |  | 3            | Olivia Gadecki    | 6            | 65           | 7            |  |
|  | WC          | Jasmijn Gimbrère  | Jasmijn Gimbrère  | 1           | 2           |  |  | 9            | Linda Fruhvirtová | 3            | 7            | 5            |  |
|  | 9           | Linda Fruhvirtová | Linda Fruhvirtová | 6           | 6           |  |  |              |                   |              |              |              |  |

### Sezione 4
|  | Primo turno | Primo turno        | Primo turno        | Primo turno | Primo turno |  |  | Ultimo turno | Ultimo turno     | Ultimo turno     | Ultimo turno | Ultimo turno |  |
|  |             |                    |                    |             |             |  |  |              |                  |                  |              |              |  |
|  | 4           | Alycia Parks       | Alycia Parks       | 3           | 69          |  |  |              |                  |                  |              |              |  |
|  |             | Storm Sanders      | Storm Sanders      | 6           | 7           |  |  |              | Storm Sanders    | Storm Sanders    | 6            | 7            |  |
|  | WC          | Yanina Wickmayer   | Yanina Wickmayer   | 6           | 7           |  |  | WC           | Yanina Wickmayer | Yanina Wickmayer | 1            | 5            |  |
|  | 10          | Anastasia Kulikova | Anastasia Kulikova | 1           | 5           |  |  |              |                  |                  |              |              |  |

### Sezione 5
|  | Primo turno | Primo turno          | Primo turno          | Primo turno | Primo turno |  |  | Ultimo turno | Ultimo turno         | Ultimo turno         | Ultimo turno | Ultimo turno |  |
|  |             |                      |                      |             |             |  |  |              |                      |                      |              |              |  |
|  | 5           | Anastasija Tichonova | Anastasija Tichonova | 6           | 6           |  |  |              |                      |                      |              |              |  |
|  |             | Nigina Abduraimova   | Nigina Abduraimova   | 2           | 3           |  |  | 5            | Anastasija Tichonova | Anastasija Tichonova | 6            | 6            |  |
|  |             | Ellen Perez          | 7                    | 4           | 65          |  |  | 11           | Jessika Ponchet      | Jessika Ponchet      | 2            | 2            |  |
|  | 11          | Jessika Ponchet      | 67                   | 6           | 7           |  |  |              |                      |                      |              |              |  |

### Sezione 6
|  | Primo turno | Primo turno                | Primo turno                | Primo turno | Primo turno |  |  | Ultimo turno | Ultimo turno               | Ultimo turno               | Ultimo turno | Ultimo turno |  |
|  |             |                            |                            |             |             |  |  |              |                            |                            |              |              |  |
|  | 6           | Lizette Cabrera            | 6                          | 4           | 4           |  |  |              |                            |                            |              |              |  |
|  |             | Caty McNally               | 2                          | 6           | 6           |  |  |              | Caty McNally               | Caty McNally               | 6            | 6            |  |
|  | WC          | Indy de Vroome             | Indy de Vroome             | 2           | 4           |  |  | 8            | Valentini Grammatikopoulou | Valentini Grammatikopoulou | 1            | 2            |  |
|  | 8           | Valentini Grammatikopoulou | Valentini Grammatikopoulou | 6           | 6           |  |  |              |                            |                            |              |              |  |